# Dawn Harper-Nelson
Dawn Harper-Nelson, ameriška atletinja, * 13. maj 1984, East Saint Louis, Illinois, ZDA.
Nastopila je na poletnih olimpijskih igrah v letih 2008 in 2012, leta 2008 je osvojila naslov olimpijske prvakinje v teku na 100 m z ovirami, leta 2012 pa srebrno medaljo. Na svetovnih prvenstvih je v isti disciplini osvojila srebrno in bronasto medaljo.